# Луґі-Валецькі
Луґі-Валецькі (пол. Ługi Wałeckie, нім. Karlsruhe) — село в Польщі, у гміні Валч Валецького повіту Західнопоморського воєводства.
Населення — 286 осіб (2011).
У 1975-1998 роках село належало до Пільського воєводства.

## Демографія
Демографічна структура станом на 31 березня 2011 року:
|          | Загалом | Допрацездатний вік | Працездатний вік | Постпрацездатний вік |
| -------- | ------- | ------------------ | ---------------- | -------------------- |
| Чоловіки | 144     | 49                 | 89               | 6                    |
| Жінки    | 142     | 43                 | 75               | 24                   |
| Разом    | 286     | 92                 | 164              | 30                   |